# Awliscombe
Awliscombe è un villaggio con status di parrocchia civile dell'Inghilterra sud-occidentale, facente parte della contea del Devon e del distretto dell'Est Devon. Conta una popolazione di circa 500 abitanti.

## Geografia fisica

### Collocazione
Awliscombe si trova tra Taunton ed Exeter (rispettivamente a sud/sud-ovest della prima e a nord-est della seconda), a pochi km a nord-ovest di Honiton.

## Storia
La zona in cui sorge il villaggio è popolata sin dal Neolitico.
Il villaggio è citato già nel Domesday Book (1086) con il nome di Aulescombe. All'epoca, consisteva in una piccola proprietà terriera o tenuta al pari delle vicine Goda's Ford, Wolstancota, Ivedon e Warin's Tun.
Ancora el corso del XVIII secolo, la principale attività degli abitanti del villaggio era l'agricoltura.
Il villaggio conobbe un incremento demografico nella metà del XIX secolo, quando la popolazione locale salì a 600 unità.